# NGC 172
NGC 172 es una galaxia espiral barrada localizada en la constelación de Cetus.